# Verdienstmedaille (Tschechien)

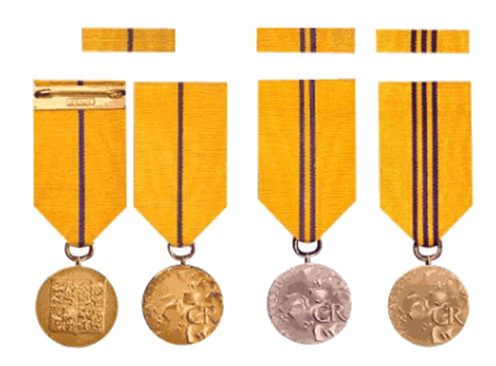
Avers und Revers aller Stufen der Verdienstmedaille

Die Verdienstmedaille (tschech. Medaile za zásluhy) ist eine staatliche Auszeichnung der Tschechischen Republik.
Sie wurde per Gesetz 404/90 am 2. Oktober 1990 durch das tschechische Parlament in drei Stufen gestiftet. Ihre Verleihung erfolgt an Einzelpersonen, die sich in den Bereichen Wirtschaft, Wissenschaft, Technik, Kultur, Kunst, Sport, Bildung, Verteidigung und nationale Sicherheit Verdienste um die Republik erworben haben. Die Verdienstmedaille wird dabei dem Geehrten vom Präsidenten oder einem seiner Bevollmächtigten in einem festlichen Akt nebst Urkunde überreicht.

## Stufeneinteilung
- I. Stufe (Silbervergoldet)
- II. Stufe in Silber
- III. Stufe in Bronze.

## Aussehen und Trageweise
Die bronzene, silberne und silbervergoldete Medaille mit einem Durchmesser von 33 mm zeigt auf ihrem Avers rechtsseitig stilisiere Lindenblätter sowie die Buchstaben CZ. Links davon ist die Umschrift: ZA ZÁSLUHY (Für Verdienste) zu lesen. Das Revers ist dagegen das große Staatswappen der Tschechischen Republik und die darunter eingeschlagene Verleihungsziffer. Getragen wird die Medaille am 38 mm breiten Band in Originalgröße nur zu festlichen Anlässen an der linken oberen Brustseite. Das Ordensband ist goldgelb und zeigt bei der Goldstufe mittig einen senkrecht eingewebten violetten Mittelstreifen. Bei der Silberstufe sind es zwei Streifen und bei der Bronzestufe sodann drei. Das Verhältnis der Farben beträgt
- bei der Goldstufe: 18 mm (gold) : 2 mm (violett) : 18 mm (gold)
- bei der Silberstufe: 16 mm (gold) : 2 mm (violett) : 2 mm (gold) : 2 mm (violett) : 16 mm (gold)
- bei der Bronzestufe: 14 mm (gold) : 2 mm (violett) : 2 mm (gold) : 2 mm (violett) : 2 mm (gold) : 2 mm (violett) : 14 mm (gold)

Zur zivilen Kleidung wird eine 38 × 10 mm große Spange am Revers getragen, die die gleiche Beschaffenheit aufweist.